# جاناتان اسکات
جاناتان اسکات (انگلیسی: Jonathan Scott؛ زادهٔ ۱۹۷۳) بازیگر اهل بریتانیا است.
از فیلم‌ها یا مجموعه‌های تلویزیونی که وی در آن‌ها نقش داشته‌است، می‌توان به پوآرو و سرگذشت نارنیا اشاره نمود.